# Mambwene Mana
Mambwene Mana (10 ottobre 1947) è un ex calciatore della Repubblica Democratica del Congo, di ruolo centrocampista.

## Carriera
Insieme alla Nazionale di calcio della Repubblica Democratica del Congo vinse la Coppa delle Nazioni Africane del 1974, si qualificò e giocò, sempre lo stesso anno, al campionato del mondo 1974.

## Palmarès

### Club
- Linafoot: 2

Imana Kinshasa/Motema Pembe: 1974, 1978
- Coupe de République démocratique du Congo: 2

Imana Kinshasa/Motema Pembe: 1974, 1978

### Nazionale
- Coppa d'Africa: 1

Egitto 1974